# Wolfgang Schuster
Wolfgang Schuster (ur. 5 września 1949 w Ulm) – polityk niemiecki, następca Manfreda Rommla na stanowisku burmistrza Stuttgartu. Pełnił funkcję przez dwie kadencje, w latach 1997–2013.
W latach 1963–1971 studiował prawo i administrację w Tybindze, Genewa i Fryburgu Bryzgowijskim. Edukację uzupełnił rocznym pobytem w Paryżu w École nationale d'administration.
Od 1975 członek CDU. Funkcję burmistrza Stuttgartu pełnił od stycznia 1997, po zwycięstwie (stosunkiem głosów 43,1% do 39,3%) ze swoim politycznym oponentem Rezzo Schlauchem. 24 października 2004 został ponownie wybrany na stanowisko burmistrza, zwyciężając w drugiej turze wyborów kandydata SPD Ute Kumpf. W styczniu 2013 przekazał urząd następcy, Fritzowi Kuhnowi z Partii Zielonych.
Jego program polityczny na stanowisku burmistrza stawiał na pierwszym miejscu uczynienie Stuttgartu miastem najbardziej przyjaznym dzieciom przez zakładanie i wspieranie istniejących ośrodków dziennej opieki.